# Can Çelebi
Can Çelebi, né le 27 avril 1990 à Ankara, est un handballeur international turc.

## Biographie
Formé au Maliye Milli Piyango SK, club d'Ankara, sa ville d'origine, Can Celebi fait ses débuts en D1 à seulement 16 ans. Il évolue ensuite au Ozel Idare SK, toujours à Ankara, avant de migrer à Nexe, en Croatie.
En 2014-2015, avec Nexe, il participe à la ligue SEHA et la coupe EHF. Il est le meilleur buteur de son équipe avec plus de 4 buts/match. Il inscrit 71 buts en 17 matches de championnat et 30 buts en 8 rencontres sur la scène continentale.
En juin 2015, il s'engage une année avec le Chartres Métropole Handball 28, vainqueur des play-offs de ProD2 et promu en LNH. Âgé de 25 ans, Celebi arrive comme remplaçant de Marin Knez pour former la paire d’arrières droits du CMHB28 avec Thomas Capella. Encore dans l’ombre de Ramazan Döne en équipe nationale, la star du Besiktas, Can Celebi est alors le seul Turc évoluant à l’étranger. Appelé 68 fois en sélection, il décroche le bronze aux Jeux méditerranéens de 2013, le seul fait d'armes turc.